# Новоселовка (Костанайський район)
Новосе́ловка (каз. Новоселов) — село у складі Костанайського району Костанайської області Казахстану. Входить до складу Зарічного сільського округу.
Населення — 247 осіб (2021; 305 у 2009, 281 у 1999, 288 у 1989).